# Aplidium rubrum
Aplidium rubrum is een zakpijpensoort uit de familie van de Polyclinidae. De wetenschappelijke naam van de soort is voor het eerst geldig gepubliceerd in 1962 door Tokioka.